# Polla albipuncta
Polla albipuncta là một loài bướm đêm trong họ Geometridae.